# Малышевский сельсовет (Курганская область)
Малышевский сельсовет — упразднённые административно-территориальная единица и сельское поселение в Альменевском районе Курганской области.
Административный центр — село Малышево.
Законом Курганской области от 29.06.2021 № 72 к 9 июля 2021 года сельсовет упразднён в связи с преобразованием муниципального района в муниципальный округ.

## История
Малышевский сельсовет образован Решением Курганского облисполкома № 519 от 19 декабря 1973 года в составе с. Малышево (центр), д. Алакуль, д. Учкулево, перечисленных из Шариповского сельсовета Альменевского района Курганской области.

## Население
| 1989 | 2002  | 2004  | 2010  | 2012 | 2013 | 2014 |
| ---- | ----- | ----- | ----- | ---- | ---- | ---- |
| 1495 | ↘1285 | ↘1252 | ↘1011 | ↘975 | ↘966 | ↘954 |
| 2015 | 2016  | 2017  | 2018  | 2019 | 2020 |      |
| ↘927 | ↘893  | ↘869  | ↘846  | ↘825 | ↘816 |      |

## Состав сельского поселения
| № | Населённый пункт | Тип населённого пункта       | Население на 1 января 2014 г. |
| - | ---------------- | ---------------------------- | ----------------------------- |
| 1 | Алакуль          | деревня                      | 294                           |
| 2 | Малышево         | село, административный центр | 428                           |
| 3 | Учкулево         | деревня                      | 244                           |

## Местное самоуправление
Собрание депутатов
Законодательным органом Малышевского сельсовета является Собрание депутатов в количестве 10 депутатов.
Администрация сельсовета
641140, Курганская область, Альменевский район, с. Малышево, ул. Центральная, 12.
Глава Малышевского сельсовета
- До 2011 года — Калабаева Гульбану Аубакировна
- и. о. в 2011 году — Закирьянова Фердаус Нуриахметовна
- С 2012 года — Исингазин Руслан Мукашевич